# イヴァン・カペリ
イヴァン・フランコ・カペリ（Ivan Franco Capelli, 1963年5月24日 - ）は、イタリア・ミラノ出身の元レーシングドライバーである。フジテレビのF1中継ではイワン・カペリと表記されていた。また、イヴァン・カペッリ、イバン・カペリと表記されることもある。

## プロフィール

### キャリア初期
15歳でレーシングカートを始め、5年間活動。1982年からイタリアF3にステップアップ。1983年には9勝を挙げてチャンピオンとなった。同年よりコローニとともにヨーロッパF3にも参戦し、1984年には4勝でチャンピオンに輝くとともにモナコF3でも勝利を挙げた。

### 1985年
1985年にジェノア・レーシング・マーチから、国際F3000に参戦、1勝をマークしランキング7位を獲得。
また、F1のティレルからオファーがあり交渉、終盤2戦スポット参戦が決まりF1にデビューする。デビュー戦となった第14戦ヨーロッパGPではリタイヤに終わったが、最終戦オーストラリアGPでは4位に入り3ポイントを獲得した。

### 1986年
1986年は引き続き国際F3000に参戦し、2勝・3PP・1FLの成績でシリーズ・チャンピオンを獲得。また、ヨーロッパツーリングカー選手権ではBMWを走らせた。この年には重要な出来事があり、国際F3000選手権の開催されていたイモラ・サーキットでタイヤを供給していたブリヂストンのモータースポーツ部門トップである安川ひろしから、ヨーロッパを視察で訪れたレイトンハウス社長の赤城明を紹介されていた。カペリはそこでポールポジションを獲得しており、国際F3000でのチーム監督でありカペリのマネージメント担当でもあったチェーザレ・ガリボルディも含めてちょっとした会談が持たれた。赤城はカペリを誘い、国際F3000でレイトンハウスがスポンサーとなる事と、グループA車両のテスト中に事故死した萩原光の後任としてレイトンハウスレーシングに加わり全日本F2選手権へ参戦することになった。来日し8月10日の第6戦富士ラウンドでは、この5日前に翌年からのF1デビュー決定の記者会見を開き注目されていた中嶋悟を抑えて2位表彰台を獲得、最終戦鈴鹿では星野一義・ジェフ・リースに次ぐ3位表彰台を獲得するなどスポット参戦ながら全日本F2ランキング7位を得た。
そして国際F3000ではタイトルを獲得したことで、使用していたマーチ・シャーシとのつながりも深くなっていた。特にガリボルディとマーチのロビン・ハードには10年来の関係があった。ハードはこの初夏からF1へ参戦する計画が実現できるか動いていたが、カペリはそのF1進出のドライバー候補筆頭となっていた。ハードから誘われマーチF1計画のチームマネージャーに就いたばかりだったイアン・フィリップスは同年日本のF2に仕事で関わっており、赤城とも面識があるなど、主要人物とF1計画が集結する巡り合わせとなった。カペリには同年のF3000での活躍により4つほどのF1チームからコンタクトがありマークされていたが、それまでのカペリには大きなスポンサーがなかったので正式サインまで進展しなかったこともハードとフィリップスには幸いし、カペリを赤城＝レイトンハウスが強力に支援することが決まったタイミングと、マーチがF1参戦を決めるタイミングが重なったことでレイトンハウス・マーチF1とカペリの1987年F1参戦が実現。どれか一つが無くても実現しなかったはずだとフィリップスは述べている。
これらと並行する形で、フランスの小規模チームであるAGS・モトーリ・モデルニから同年終盤のF1にスポット参戦。第13戦イタリアGPと第14戦ポルトガルGPに出走したが、どちらもマシントラブルでリタイアとなった。

### 1987年
前年よりカペリの個人スポンサーとなったレイトンハウスがメインスポンサーとなったマーチのシートを獲得、F1のレギュラーシートを掴んだ。カペリはF3000マシンを改造したシャシーに、非力なコスワース・DFZエンジンを搭載したながら健闘を見せ、第4戦モナコGPでは6位入賞した。しかし、年間を通しては完走6回に終わった。
また同時に、シュニッツァー・モータースポーツのBMWでツーリングカーレースへの参戦も継続した。

### 1988年

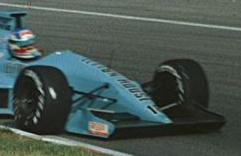
イヴァン・カペリがドライブするマーチ881・ジャッド（1988年）

日本のバブル景気を受けたレイトンハウスからの豊富な追加資金を得たことにより、マーチのチーム体制が充実。エイドリアン・ニューウェイがデザインした空力バランスに優れたシャシーに、軽量なジャッドエンジンを搭載したニューマシン「マーチ・881」を得た。またこの年からチームは2カー体制に拡充され、チームメイトとしてマウリシオ・グージェルミンが加わった。
カペリは予選で度々好グリッドに付け、決勝でも第12戦イタリアGPまでで、4度の入賞を果たす。グージェルミンも好走を見せており、マーチ・881はベネトン・B188と共に、この年ノンターボ勢の台風の目とされた。
迎えた第13戦ポルトガルGPでは、アラン・プロストのマクラーレン・ホンダに次ぐ2位を獲得。第11戦ベルギーGPでも3位のリザルトを残しているが、これはシーズン終了後にベネトン勢が燃料規定違反のため失格となったことにより繰り上がったもので、F1で実際にレース後表彰台に立つのはこのポルトガルGPが初めてだった。
第15戦日本GPでは、中盤にプロストを一瞬抜き、1周だけラップリーダーを記録（最終的にはリタイヤ）。このシーズンはターボエンジンの全盛期であり、NAエンジンでラップリーダーを記録したドライバーは、この鈴鹿でのカペリのみだった。

### 1989年
前年の活躍からF1初優勝すら期待されたが、この年のマシン「マーチ・CG891」はニューウェイが空力面を攻めた結果、極端に敏感な挙動を示し操安性が悪化。ジャッドEVエンジンの信頼性も低かった。カペリ、グージェルミンの両ドライバーはCG891で計27回レースに出走し完走は6回しかなく、カペリは全16戦中14回のリタイヤを喫したが、自身のスピンアウトによるリタイアは2回（うち1回は豪雨のカナダGP）で、CG891にはあらゆる個所にトラブルが発生（トランスミッショントラブル4、エンジントラブル4、サスペンショントラブル2、電気・ホイール・ラジエーターのトラブル各1）し、カペリは年間ノーポイントでシーズンを終えた。決勝最高位は第3戦モナコGPの11位となったが、これも終盤にエンジントラブルによりストップし、規定周回数を越えていたための完走扱いであった。翌年夏のインタビューで、'89年中にベネトンより好条件で'90年からの具体的な契約オファーを提示され誘われていたが、同年のレイトンハウス・マーチの不振にもかかわらず「自分はレイトンハウスと結婚しているような感覚があったんだ。家族の一員である、というね。このチームはまだ終わったわけじゃないということを自分が結果を出して示したいと思ったんだ。なのでベネトンのオファーを断ったよ。」と証言している。

### 1990年
マーチがレイトンハウスに買収され、チーム名も「レイトンハウス」となった。この年は、前年のマシンをさらに発展させたマシン「レイトンハウス・CG901」をドライブしたものの、前年以上に空力に敏感な上、ジャッドエンジンの信頼性不足もあり、苦戦を強いられた。マシンは特にバンピーな路面に弱く、第2戦ブラジルGP・第6戦メキシコGPでは、グージェルミンと2台揃っての予選落ちを喫している。
危機感を覚えたチームは、第7戦フランスGPでアンダーパネル等を改良した「CG901B」を投入。再舗装でスムーズな路面となったポール・リカール・サーキットがマシン特性にマッチし、予選では7位を獲得。決勝でもタイヤ無交換作戦で一時グージェルミンとの1-2体制を築くなど、この年コーナリング・マシンと高い評価を受けたアラン・プロストの駆るフェラーリ・641/2をずっと終盤まで抑え続け、優勝まであと一歩と迫っていたが、レース中盤からジャッドV8エンジンが低速コーナーで断続的に止まるというトラブルに見舞われており、ラスト数週でプロストに抜かれてしまったが、2位入賞で久々の表彰台を獲得した。
続く第8戦イギリスGPでも、予選10位から好走を見せ一時3位まで浮上。しかし、49周目に燃料漏れでリタイヤ、2戦連続表彰台はならなかった。その後も予選では好位置に付けたものの、決勝では結果を残せず、終盤は5戦連続リタイヤも喫した。結局この年の入賞は、フランスGPの2位のみに終わった。

### 1991年

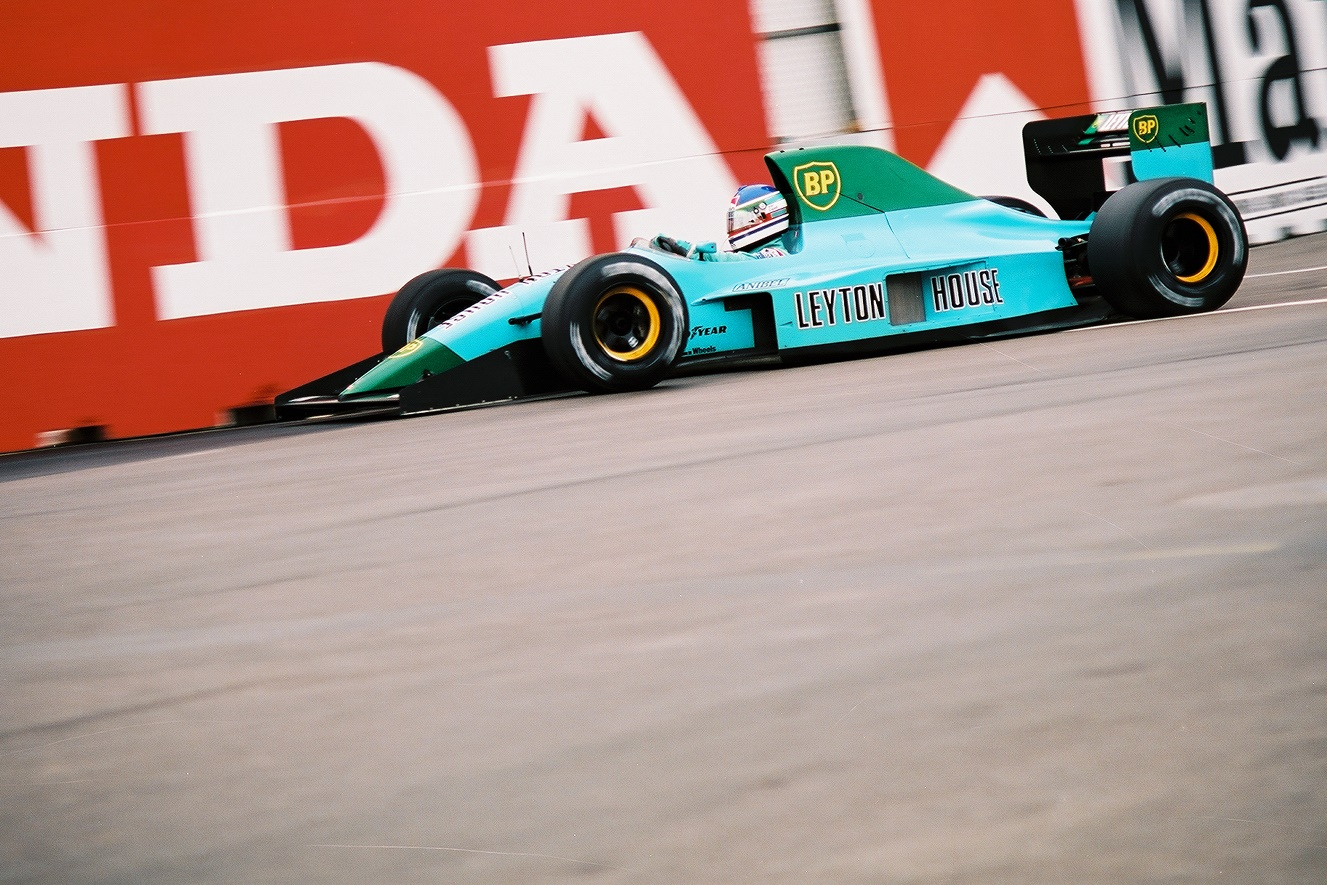
イヴァン・カペリがドライブするレイトンハウスCG911・イルモア（1991年）

1990年フランスGP直前にレイトンハウスはエイドリアン・ニューウェイを解雇したため（ニューウェイは前年より勧誘を受けていたウィリアムズへとすぐに加入）、マシンデザイナーがクリス・マーフィーに代わるが、この年のマシン「レイトンハウス・CG911」も戦闘力が高いとは言えず、トラブルもあって開幕からグージェルミン共々リタイヤを連発。開幕から9戦、前年から通せば14戦連続となるリタイヤを喫した。
第10戦ハンガリーGPではようやくの初完走となり、6位入賞。セッティングが決まった第13戦ポルトガルGPでは予選9位からレース中盤までに5位まで浮上し、4位を走るピエルルイジ・マルティニのミナルディ・フェラーリと、3位をオイルを吹きながら走っていたジャン・アレジのフェラーリ・643まで射程に入っていたが、浮上を伺っていた残り9周という所で走行中にノーズ・セクションが外れるというトラブルに見舞われ、ポイントを逃している（完走扱いの17位）。
さらにシーズン後半には、富士銀行の不正融資事件にレイトンハウス代表の赤城明が関与したことに関連し、レイトンハウスに資金供給していた海外の金融会社からの送金がストップするなど資金繰りが悪化。チーム存続を願ったカペリは第15戦日本GP・最終戦オーストラリアGPの終盤2戦を、メルセデス等のスポンサーを持参したカール・ヴェンドリンガーにシートを譲った。結局、この年は14レース中11度のリタイヤとなった。
カペリはシートをヴェンドリンガーに譲った後も、チームを案じ最終戦オーストラリアGPまでレイトンハウスのピット内に姿を見せていた。

### 1992年
既にレイトンハウスの来期参戦が危ぶまれていたこともあり、1992シーズンに向けては91年10月中にスクーデリア・イタリアと契約を交わしていたが、チームがフェラーリ・エンジンを獲得する際にカペリとの契約をフェラーリに売却。91年11月25日に念願のフェラーリでの初走行（フィオラノでフェラーリ・643をテストドライブ）を行った。ミケーレ・アルボレート以来のイタリア人フェラーリドライバーという事もあり大いに期待された。
1992年用のマシン「フェラーリ・F92A」は、前年が1986年以来のシーズン未勝利の不振に終わったことから、フェラーリが復活を賭け製作した渾身作であり、戦闘機を思わせるフォルムなど開幕前の評判は得ていた。しかし開幕してみると「曲がらない」・「エンジンパワーが足りない」・「壊れやすい」というマシンであり、後にスクーデリア・フェラーリ歴代最低の部類に数えられる失敗作であった。
カペリはそのF92Aで序盤から中団グループに埋もれ、イタリア人プレスやティフォシたちからのプレッシャーも強まる中、第3戦ブラジルGPで5位、第11戦ハンガリーGPで6位と2回入賞するのがやっとであった。チームメイトのジャン・アレジも苦しい戦いを強いられていたが、その中でも2度の3位表彰台を獲得し、また完走したレースでは全て入賞していた為、カペリの不振が際立つこととなった。
カペリはジャーナリスト取材に対してマシン批判を行ったことからチームとの関係が悪化。第14戦ポルトガルGPをもって契約を解除され、チームは第15戦日本GP・最終戦オーストラリアGPにテストドライバーであったニコラ・ラリーニを実戦起用。カペリは前年同様、終盤2戦を欠場することとなった。

### 1993年
かつて一緒にレイトンハウスに所属し、ジョーダンのマネージャーとなっていた旧知のイアン・フィリップスに誘われ、ジョーダンと契約。しかし開幕戦南アフリカGPでは、予選で新人のチームメイト・ルーベンス・バリチェロの後塵を拝し、決勝でも5周目にマシントラブルによるクラッシュでリタイヤ。第2戦ブラジルGPでは、トラブルによりセッティングを煮詰められず、予選落ちを喫した。
資金面のトラブルもあったことから、チームは早々に見切りをつけ、第3戦ヨーロッパGP以降ドライバーをベテランのティエリー・ブーツェンに交代。これ以後カペリがF1シートを得ることはなく、フォーミュラカーでのキャリアは終わりを告げた。

### 引退後
その後はドイツのツーリングカー選手権やスペインのツーリングカー選手権で活躍した。その後引退し、グランプリ中継のピットレポーターとしてマイク片手に各グランプリを取材。現在はミラノ自動車クラブの会長に就任。モンツァ・サーキットの支配人としてイタリアGPの運営に関与している。

## 人物
- 身長174cm。
- 1989年メキシコGPのフォーメーションラップ中、自車に取り付けられた車載カメラに対して手を振ったりピースサインをして見せるなど、カメラに対してのサービス精神が旺盛である。日本GPで本戦前に散歩をしているときには「天然記念物」と日本語で書かれたタスキを掛けて鈴鹿を練り歩いていた姿が撮影されている。
- 顔より大きな巨大サングラスをかけたり[15]、1988年デトロイトGPの予選でコンクリートウォールに突っ込んで左足の甲を骨折し松葉杖をついていた際はケガした箇所にビッグバードの縫いぐるみをつけたり[16]と茶目っ気たっぷりの性格だった[17]。
- 1990年フランスGPでは久々の表彰台に上がり、優勝したアラン・プロストから握手を求められた際、思わず嬉し涙を流した。カペリは「優勝出来なかった悔しさもあるけど、でもチームがこんな状態（直前にエイドリアン・ニューウェイが成績不振の責任を取らされ解雇された）だし2位でも十分だよ。あのフェラーリをコーナーでスッと引き離せたくらいなんだから。エンジンが最後までもったら、絶対に僕が優勝出来ていた」と語っている[5]。
- ひどい近視のため、普段は常に眼鏡を着用していたが、レース中はコンタクトレンズを使っていた。新人時代から母国メーカーのヘルメットを使用していたが、雨のレースだとバイザーのすきまからどうしても水滴がミスト状に侵入しコンタクトレンズに悪影響が出ることに悩んでいた。それをチームメイトのマウリシオ・グージェルミンに話したところ、「俺のアライ製は雨でも水は入ってこない」と言うので、1990年カナダGPの時にアライヘルメットにオーダーを出した。カペリ用のアライ試作品をフランスGP予選で初めて被った際にはそのフィット感に驚き、「すごい！フィアット・500からフェラーリに乗り換えたみたいだ」と感激。以後はアライユーザーとなった[18]。
- 僚友・グージェルミンとは移籍後も仲が良く、1991年クリスマスから2週間ブラジルのグージェルミン宅で過ごし、そこにグージェルミンと親しいアイルトン・セナも合流し、一緒に遊んだり色々なことを3人で話しカペリにとって最高のホリデーだったという[19]。
- レイトンハウスのオーナー赤城明の寵愛を受けたドライバーとしても知られた。あるグランプリで、赤城が着用していた高価な腕時計を目にし、「優勝したらその時計をプレゼントして欲しい」とジョークのような会話をしていた。数ヵ月後、1988年ポルトガルGPで優勝はできなかったが2位表彰台に立ち、表彰式直後に現地へ足を運べなかった赤城に衛星電話をかけて「あの約束覚えてますか？」と第一声で喜びを伝えた。後日、赤城からその時計をプレゼントされたカペリは、自分にはまだ分不相応だと思い父にプレゼントした。しばらく後でカペリのこの親孝行を知った赤城は、カペリの母にも「ペアになるように」と同じ高級時計を送った[13]。2018年に赤城が死去、葬儀の祭壇にはカペリからのお悔やみの言葉が飾られた[20]。
- 赤城にカペリを最初に紹介したのは、ブリヂストンのモータースポーツ室長だった安川ひろしである。萩原光の事故死によりレース撤退を考えていた赤城に、ブリヂストンが参戦した国際F3000選手権で優勝しその力を知っていたカペリを紹介した。カペリを人間的に気に入った赤城は彼を萩原の後任として8月から全日本F2へ復帰することを決め、翌年からカペリを起用するマーチF1をスポンサードしていくことにも繋がった[21]。
- ヘレス・サーキットでのF1開幕前合同テストにて、リアウイングが脱落し高速でクラッシュした中嶋悟がマシンから脱出後しばらく動けなかった際に、カペリが現場に駆け付け中嶋を介抱する光景がTVカメラで記録され、日本でも『F1ポールポジション』などで紹介された。中嶋とは2011年F1日本グランプリの会場で行われたトークイベントで共演し、再会した際に抱擁を交わしている。
- 1992年念願のフェラーリに加入するも悲惨なシーズンを送ったが、「それはそれで一緒に働いたメカニックやエンジニアとは、いまでもとてもいい関係でいるんだ」と語っている[22]。
- 1992年にフェラーリでカペリが受けた待遇について、チームメイトだったアレジは「イタリア人がフェラーリをドライブするとなれば期待感だってハンパない。ダメなのはクルマなのに、地元メディアは彼を袋だたきにするわけだから、メンタル的に崩れたとしても無理はなかったと思う。彼が手にしたクルマは、特にシーズン序盤がそうなんだけど、必ずしもフル装備ではなかったんだ。何にしても、イタリア生まれには重すぎる荷物だったんだ」と同情している[23]。
- 2006年の日本GPにて、かつての愛車・レイトンハウスCG891に乗り、ゲルハルト・ベルガー（マクラーレン・MP4/6）、鈴木亜久里（ラルース・ローラ・LC90）と共にデモランを行った。
- 周囲からは俳優のダスティン・ホフマンに似ていると言われており、カペリ自身も「似ている」と自称していた。

## レース戦績

### 略歴
| 年   | シリーズ                                                     | チーム                                                               | レース | 勝利 | PP | FL | 表彰台 | ポイント | 順位 |
| ---- | ------------------------------------------------------------ | -------------------------------------------------------------------- | ------ | ---- | -- | -- | ------ | -------- | ---- |
| 1982 | イタリア・フォーミュラ3                                      | チェーザレ・ガリボルディ                                             | 11     | 0    | 0  | 1  | 1      | 25.5     | 6位  |
| 1982 | ヨーロピアン・フォーミュラ3                                  | トリノ・コルセ                                                       | 3      | 0    | 0  | 0  | 0      | 0        | NC   |
| 1983 | イタリア・フォーミュラ3                                      | スクーデリア・コローニ                                               | 12     | 9    | 10 | 8  | 10     | 91       | 1位  |
| 1983 | ヨーロピアン・フォーミュラ3                                  | スクーデリア・コローニ                                               | 3      | 0    | 0  | 0  | 1      | 5        | 15位 |
| 1984 | ヨーロピアン・フォーミュラ3                                  | スクーデリア・コローニ                                               | 12     | 4    | 2  | 4  | 9      | 60       | 1位  |
| 1984 | イタリア・フォーミュラ3                                      | スクーデリア・コローニ                                               | 1      | 0    | 0  | 1  | 1      | 6        | 12位 |
| 1984 | マカオグランプリ                                             | マールボロ・セオドール・レーシング・チーム                           | 1      | 0    | 0  | 0  | 0      | N/A      | 5位  |
| 1985 | ヨーロピアン・フォーミュラ3000選手権（英語版）               | ジェノア・レーシング                                                 | 6      | 1    | 0  | 1  | 2      | 13       | 7位  |
| 1985 | フォーミュラ1                                                | ティレル・レーシング・オーガニゼーション                             | 2      | 0    | 0  | 0  | 0      | 3        | 17位 |
| 1986 | 国際フォーミュラ3000選手権（英語版）                         | ジェノア・レーシング                                                 | 11     | 2    | 3  | 1  | 6      | 39       | 1位  |
| 1986 | 全日本フォーミュラ2                                          | Leyton House Racing                                                  | 3      | 0    | 0  | ?  | 2      | 33       | 7位  |
| 1986 | フォーミュラ1                                                | ジョリー・クラブ・SpA                                                | 2      | 0    | 0  | 0  | 0      | 0        | NC   |
| 1986 | マカオグランプリ                                             | デビッド・プライス・レーシング w／マールボロ・セオドール・レーシング | 1      | 0    | 0  | 0  | 0      | N/A      | 11位 |
| 1986 | IMSA・GT選手権                                               | コンテ・レーシング                                                   | 1      | 0    | 0  | 0  | 0      | 0        | NC   |
| 1987 | フォーミュラ1                                                | レイトンハウス・マーチ・レーシング・チーム                           | 15     | 0    | 0  | 0  | 0      | 1        | 19位 |
| 1987 | 世界ツーリングカー選手権                                     | シュニッツァー・モータースポーツ                                     | 5      | 0    | 0  | 0  | 3      | 60       | 23位 |
| 1987 | ヨーロピアン・ツーリングカー選手権                           | シュニッツァー・モータースポーツ                                     | 1      | 0    | 0  | 0  | 0      | 0        | NC   |
| 1988 | フォーミュラ1                                                | レイトンハウス・マーチ・レーシング・チーム                           | 15     | 0    | 0  | 0  | 2      | 17       | 7位  |
| 1989 | フォーミュラ1                                                | レイトンハウス・レーシング                                           | 16     | 0    | 0  | 0  | 0      | 0        | NC   |
| 1990 | フォーミュラ1                                                | レイトンハウス・レーシング                                           | 14     | 0    | 0  | 0  | 1      | 6        | 10位 |
| 1991 | フォーミュラ1                                                | レイトンハウス・レーシング                                           | 14     | 0    | 0  | 0  | 0      | 1        | 18位 |
| 1992 | フォーミュラ1                                                | スクーデリア・フェラーリ・SpA                                        | 14     | 0    | 0  | 0  | 0      | 3        | 13位 |
| 1993 | イタリア・スーパーツーリングカー選手権（英語版）             | ニッサン・カストロール・レーシング                                   | 6      | 0    | 0  | 0  | 0      | 8        | 20位 |
| 1993 | FIA ツーリング・カー・ワールド・カップ                       | ニッサン・カストロール・レーシング                                   | 2      | 0    | 0  | 0  | 0      | 8        | 20位 |
| 1993 | フォーミュラ1                                                | サソール（英語版）・ジョーダン                                       | 1      | 0    | 0  | 0  | 0      | 0        | NC   |
| 1994 | スーパー・ツーリング・カップ                                 | ニッサン・プリメーラ・レーシング                                     | 8      | 0    | 0  | 1  | 0      | 21       | 11位 |
| 1995 | スーパー・ツーリング・カップ                                 | ニッサン・プリメーラ・レーシング                                     | 11     | 0    | 0  | 0  | 0      | 26       | 29位 |
| 1995 | スペイン・スーパーツーリングカー選手権（英語版）             | チーム・レプソル・ニッサン                                           | 4      | 0    | 0  | 0  | 2      | 0        | NC†  |
| 1995 | ル・マン24時間レース                                         | ホンダ・モーター Co. Ltd.                                            | 1      | 0    | 0  | 0  | 0      | N/A      | DNF  |
| 1996 | スーパー・ツーリング・カップ                                 | ニッサン・プリメーラ・レーシング                                     | 8      | 0    | 0  | 0  | 0      | 49       | 25位 |
| 1996 | スペイン・スーパーツーリングカー選手権                       | チーム・レプソル・ニッサン                                           | 4      | 0    | 0  | 0  | 2      | 0        | NC†  |
| 1997 | IMSA・GT選手権                                               | ターゲット・24                                                       | 1      | 0    | 0  | 0  | 0      | 0        | NC   |
| 1997 | FIA GT選手権                                                 | コンラッド・モータースポーツ（英語版）                               | 1      | 0    | 0  | 0  | 0      | 0        | NC   |
| 2000 | グランド・アメリカン・ロード・レーシング・チャンピオンシップ | フランコ・スカピーニ・モータースポーツ                               | 1      | 0    | 0  | 0  | 0      | 0        | NC   |
| 2000 | FIA GT選手権                                                 | スーパーテック・エルグ                                               | 1      | 0    | 0  | 0  | 0      | 0        | NC   |
| 2001 | FIA スポーツカー選手権                                       | R&M                                                                  | 1      | 0    | 0  | 0  | 0      | 0        | NC   |
| 2002 | FIA GT選手権                                                 | チーム・ヴェロックス                                                 | 1      | 0    | 0  | 0  | 0      | 0        | NC   |
| 2003 | ポルシェ・スーパーカップ（英語版）                           | ポルシェ・AG                                                         | 1      | 0    | 0  | 0  | 0      | 0        | NC†  |
| 2006 | イタリア・GT選手権（英語版）                                 | レーシング・ボックス、ロリス・ケッセル・レーシング                   | 6      | 3    | 2  | 2  | 5      | 84       | 7位  |
| 2008 | オーストラリア・GT選手権（英語版）                           | ロッド・ウィルソン                                                   | 2      | 0    | 0  | 0  | 0      | 0        | NC   |
| 2008 | オーストラリア・ツーリスト・トロフィー（英語版）             | トロフェオ・モータースポーツ                                         | 2      | 0    | 0  | 0  | 0      | 66       | 5位  |
| 2009 | ランボルギーニ・スーパー・トロフェオ（英語版）               | アウトモービリ・ランボルギーニ                                       | 3      | 0    | 0  | 0  | 0      | 6        | 11位 |
| 2010 | トロフェオ・マセラティ（英語版）                             | ?                                                                    | 2      | 1    | 2  | ?  | 1      | 0        | NC   |
| 2012 | インターナショナル・GTスプリント・シリーズ（英語版）         | ケッセル・レーシング                                                 | 2      | 0    | 0  | 0  | 2      | 32       | 9位  |
| 2013 | イタリア・ツーリング・カー・チャンピオンシップ（英語版）     | ?                                                                    | ?      | ?    | ?  | ?  | ?      | 43       | 15位 |
| 2013 | オーストラリア・GT選手権                                     | トロフェオ・モータースポーツ                                         | 4      | 0    | 0  | 0  | 1      | 73       | 14位 |
| 2015 | イタリア・GT選手権                                           | チーム・ペリン                                                       | 2      | 0    | 0  | 0  | 0      | 2        | 42位 |
| 2017 | オーストラリア・GT選手権                                     | トロフェオ・モータースポーツ                                         | 2      | 0    | 0  | 0  | 0      | 0        | NC†  |
| 2017 | インターコンチネンタル・GT・チャレンジ                       | トロフェオ・モータースポーツ                                         | 1      | 0    | 0  | 0  | 0      | 4        | 14位 |

- † : ゲストドライバーとしての出走であるため、ポイントは加算されない。

### FIA ヨーロッパ・フォーミュラ3選手権
| 年     | エントラント         | シャシー    | エンジン       | 1     | 2     | 3   | 4   | 5   | 6   | 7   | 8   | 9      | 10     | 11  | 12  | 13  | 14    | 15  | 16    | Pos. | Pts |
| ------ | -------------------- | ----------- | -------------- | ----- | ----- | --- | --- | --- | --- | --- | --- | ------ | ------ | --- | --- | --- | ----- | --- | ----- | ---- | --- |
| 1982年 | イヴァン・カペリ     | マーチ・803 | トヨタ・2T-G   | MUG 8 | NÜR   | DON | ZOL | MAG | ÖST | ZAN | SIL |        |        |     |     |     |       |     |       | NC   | 0   |
| 1982年 | イヴァン・カペリ     | ラルト・RT3 | アルファロメオ |       |       |     |     |     |     |     |     | MNZ 13 | PER 12 | LAC | KNU | NOG | JAR   | KAS |       | NC   | 0   |
| 1983年 | コローニ・レーシング | ラルト・RT3 | アルファロメオ | VLL 8 | NÜR C | ZOL | MAG | ÖST | LAC | SIL | MNZ | MIS    | ZAN    | KNU | NOG | JAR | IMO 3 | DON | CET 6 | 15位 | 5   |

#### マカオグランプリ
| 年     | チーム                                                               | シャシー／エンジン         | 予選 | レース1 | レース2 | 総合 順位 |
| ------ | -------------------------------------------------------------------- | -------------------------- | ---- | ------- | ------- | --------- |
| 1984年 | マールボロ・セオドール・レーシング・チーム                           | ラルト／トヨタ             | 10位 | 7位     | 5位     | 5位       |
| 1986年 | デビッド・プライス・レーシング w／マールボロ・セオドール・レーシング | レイナード／アルファロメオ | 16位 | 14位    | 12位    | 11位      |

#### 国際フォーミュラ3000選手権
| 年     | エントラント         | シャシー    | エンジン       | 1       | 2     | 3       | 4     | 5       | 6       | 7       | 8       | 9       | 10    | 11      | 12    | 順位 | ポイント |
| ------ | -------------------- | ----------- | -------------- | ------- | ----- | ------- | ----- | ------- | ------- | ------- | ------- | ------- | ----- | ------- | ----- | ---- | -------- |
| 1985年 | ジェノア・レーシング | マーチ・85B | コスワース DFV | SIL     | THR   | EST     | NÜR   | VLL Ret |         | SPA Ret | DIJ Ret | PER Ret | ÖST 1 | ZAN DNS | DON 3 | 7位  | 13       |
| 1985年 | サンレモ・レーシング | マーチ・85B | コスワース DFV |         |       |         |       |         | PAU DNS |         |         |         |       |         |       | 7位  | 13       |
| 1986年 | ジェノア・レーシング | マーチ・86B | コスワース DFV | SIL Ret | VLL 1 | PAU Ret | SPA 3 | IMO 2   | MUG 3   | PER Ret | ÖST 1   | BIR Ret | BUG 4 | JAR 4   |       | 1位  | 38       |

- 太字はポールポジション、斜字はファステストラップ。(key)

#### 全日本フォーミュラ2選手権
| 年     | チーム              | シャシ      | エンジン     | タイヤ | 1   | 2   | 3   | 4   | 5     | 6     | 7   | 8     | 順位 | ポイント |
| ------ | ------------------- | ----------- | ------------ | ------ | --- | --- | --- | --- | ----- | ----- | --- | ----- | ---- | -------- |
| 1986年 | Leyton House Racing | マーチ・86J | ヤマハ・OX66 | B      | SUZ | FUJ | NIS | SUZ | SUZ 6 | FUJ 2 | SUZ | SUZ 3 | 7位  | 33       |

- 太字はポールポジション、斜字はファステストラップ。(key)

#### フォーミュラ1
| 年     | エントラント              | シャシー | エンジン                                | 1       | 2       | 3       | 4       | 5       | 6       | 7       | 8       | 9       | 10      | 11      | 12      | 13      | 14      | 15      | 16      | WDC  | ポイント |
| ------ | ------------------------- | -------- | --------------------------------------- | ------- | ------- | ------- | ------- | ------- | ------- | ------- | ------- | ------- | ------- | ------- | ------- | ------- | ------- | ------- | ------- | ---- | -------- |
| 1985年 | ティレル                  | 014      | ルノー EF4B 1.5 V6 t                    | BRA     | POR     | SMR     | MON     | CAN     | DET     | FRA     | GBR     | GER     | AUT     | NED     | ITA     | BEL     | EUR Ret | RSA     | AUS 4   | 17位 | 3        |
| 1986年 | ジョリー・クラブ （AGS）  | JH21C    | モトーリ・モデルニ Tipo 615-90 1.5 V6 t | BRA     | ESP     | SMR     | MON     | BEL     | CAN     | DET     | FRA     | GBR     | GER     | HUN     | AUT     | ITA Ret | POR Ret | MEX     | AUS     | NC   | 0        |
| 1987年 | レイトンハウス （マーチ） | 87P      | フォード・コスワース DFZ 3.5 V8         | BRA DNS |         |         |         |         |         |         |         |         |         |         |         |         |         |         |         | 19位 | 1        |
| 1987年 | レイトンハウス （マーチ） | 871      | フォード・コスワース DFZ 3.5 V8         |         | SMR Ret | BEL Ret | MON 6   | DET Ret | FRA Ret | GBR Ret | GER Ret | HUN 10  | AUT 11  | ITA 13  | POR 9   | ESP 12  | MEX Ret | JPN Ret | AUS Ret | 19位 | 1        |
| 1988年 | レイトンハウス （マーチ） | 881      | ジャッド CV 3.5 V8                      | BRA Ret | SMR Ret | MON 10  | MEX 16  | CAN 5   | DET DNS | FRA 9   | GBR Ret | GER 5   | HUN Ret | BEL 3   | ITA 5   | POR 2   | ESP Ret | JPN Ret | AUS 6   | 7位  | 17       |
| 1989年 | レイトンハウス （マーチ） | 881      | ジャッド CV 3.5 V8                      | BRA Ret | SMR Ret |         |         |         |         |         |         |         |         |         |         |         |         |         |         | NC   | 0        |
| 1989年 | レイトンハウス （マーチ） | CG891    | ジャッド EV 3.5 V8                      |         |         | MON 11  | MEX Ret | USA Ret | CAN Ret | FRA Ret | GBR Ret | GER Ret | HUN Ret | BEL 12  | ITA Ret | POR Ret | ESP Ret | JPN Ret | AUS Ret | NC   | 0        |
| 1990年 | レイトンハウス            | CG901    | ジャッド EV 3.5 V8                      | USA Ret | BRA DNQ | SMR Ret | MON Ret | CAN 10  | MEX DNQ | FRA 2   | GBR Ret | GER 7   | HUN Ret | BEL 7   | ITA Ret | POR Ret | ESP Ret | JPN Ret | AUS Ret | 10位 | 6        |
| 1991年 | レイトンハウス            | CG911    | イルモア 2175A 3.5 V10                  | USA Ret | BRA Ret | SMR Ret | MON Ret | CAN Ret | MEX Ret | FRA Ret | GBR Ret | GER Ret | HUN 6   | BEL Ret | ITA 8   | POR 17† | ESP Ret | JPN     | AUS     | 18位 | 1        |
| 1992年 | フェラーリ                | F92A     | フェラーリ 038 3.5 V12                  | RSA Ret | MEX Ret | BRA 5   | ESP 10† | SMR Ret | MON Ret | CAN Ret | FRA Ret | GBR 9   | GER Ret | HUN 6   | BEL Ret |         |         |         |         | 13位 | 3        |
| 1992年 | フェラーリ                | F92AT    | フェラーリ 038 3.5 V12                  |         |         |         |         |         |         |         |         |         |         |         |         | ITA Ret | POR Ret | JPN     | AUS     | 13位 | 3        |
| 1993年 | ジョーダン                | 193      | ハート 1035 3.5 V10                     | RSA Ret | BRA DNQ | EUR     | SMR     | ESP     | MON     | CAN     | FRA     | GBR     | GER     | HUN     | BEL     | ITA     | POR     | JPN     | AUS     | NC   | 0        |

- 太字はポールポジション、斜字はファステストラップ。(key)
- † : リタイアだが、90%以上の距離を走行したため規定により完走扱い。

### ツーリングカー・レーシング

#### イタリア・スーパーツーリングカー選手権
| 年     | チーム                             | 車両                 | 1     | 2     | 3     | 4     | 5     | 6     | 7     | 8     | 9     | 10    | 11    | 12    | 13       | 14       | 15        | 16       | 17    | 18    | 19      | 20      | DC   | ポイント |
| ------ | ---------------------------------- | -------------------- | ----- | ----- | ----- | ----- | ----- | ----- | ----- | ----- | ----- | ----- | ----- | ----- | -------- | -------- | --------- | -------- | ----- | ----- | ------- | ------- | ---- | -------- |
| 1993年 | ニッサン・カストロール・レーシング | ニッサン・プリメーラ | MNZ 1 | MNZ 2 | VAL 1 | VAL 2 | MIS 1 | MIS 2 | MAG 1 | MAG 2 | BIN 1 | BIN 2 | IMO 1 | IMO 2 | VAR 1 12 | VAR 2 13 | MIS 1 Ret | MIS 2 16 | PER 1 | PER 2 | MUG 1 7 | MUG 2 7 | 20位 | 8        |

- 太字はポールポジション、斜字はファステストラップ。(key)

#### スーパー・ツーリング・カップ
| 年     | チーム                           | 車両                     | 1        | 2         | 3         | 4         | 5         | 6         | 7         | 8         | 9         | 10       | 11       | 12        | 13        | 14        | 15    | 16    | 17      | 18       | 順位 | ポイント |
| ------ | -------------------------------- | ------------------------ | -------- | --------- | --------- | --------- | --------- | --------- | --------- | --------- | --------- | -------- | -------- | --------- | --------- | --------- | ----- | ----- | ------- | -------- | ---- | -------- |
| 1994年 | ニッサン・プリメーラ・レーシング | ニッサン・プリメーラ eGT | AVU Ret  | WUN 6     | ZOL Ret   | ZAN Ret   | ÖST 8     | SAL 9     | SPA 9     | NÜR 5     |           |          |          |           |           |           |       |       |         |          | 11位 | 21       |
| 1995年 | ニッサン・プリメーラ・レーシング | ニッサン・プリメーラ eGT | ZOL 1 11 | ZOL 2 Ret |           |           |           |           |           |           |           |          |          |           |           |           |       |       |         |          | 29位 | 26       |
| 1995年 | ニッサン・プリメーラ・レーシング | ニッサン・プリメーラ 4x4 |          |           | SPA 1 Ret | SPA 2 DNS | ÖST 1 Ret | ÖST 2 DNS | HOC 1 Ret | HOC 2 DNS | NÜR 1 Ret | NÜR 2 14 | SAL 1 22 | SAL 2 20  | AVU 1 Ret | AVU 2 Ret | NÜR 1 | NÜR 2 |         |          | 29位 | 26       |
| 1996年 | ニッサン・プリメーラ・レーシング | ニッサン・プリメーラ eGT | ZOL 1 21 | ZOL 2 DNS | ASS 1 14  | ASS 2 20  | HOC 1     | HOC 2     | SAC 1     | SAC 2     | WUN 1     | WUN 2    | ZWE 1 10 | ZWE 2 Ret | SAL 1 Ret | SAL 2 DNS | AVU 1 | AVU 2 | NÜR 1 8 | NÜR 2 13 | 25位 | 49       |

- 太字はポールポジション、斜字はファステストラップ。(key)

#### スペイン・スーパーツーリングカー選手権
| 年     | チーム                     | 車両                     | 1     | 2     | 3     | 4     | 5     | 6     | 7     | 8     | 9     | 10    | 11    | 12    | 13      | 14    | 15        | 16      | 17      | 18      | 19      | 20      | DC  | ポイント |
| ------ | -------------------------- | ------------------------ | ----- | ----- | ----- | ----- | ----- | ----- | ----- | ----- | ----- | ----- | ----- | ----- | ------- | ----- | --------- | ------- | ------- | ------- | ------- | ------- | --- | -------- |
| 1995年 | チーム・レプソル・ニッサン | ニッサン・プリメーラ eGT | JER 1 | JER 2 | JAR 1 | JAR 2 | BAR 1 | BAR 2 | EST 1 | EST 2 | ALB 1 | ALB 2 | CAL 1 | CAL 2 | ALB 1   | ALB 2 | JER 1     | JER 2   | BAR 1 7 | BAR 2 8 | JAR 1 3 | JAR 2 3 | NC† | 0†       |
| 1996年 | チーム・レプソル・ニッサン | ニッサン・プリメーラ eGT | JAR 1 | JAR 2 | ALB 1 | ALB 2 | BAR 1 | BAR 2 | EST 1 | EST 2 | CAL 1 | CAL 2 | JER 1 | JER 2 | JAR 1 3 | JAR 2 | BAR 1 Ret | BAR 2 6 |         |         |         |         | NC† | 0†       |

- 太字はポールポジション、斜字はファステストラップ。(key)
- † : ゲストドライバーとしての出走であるため、ポイントは加算されない。

#### FIA ツーリング・カー・ワールド・カップ
| 年     | 国籍     | エントラント                       | 車両                 | 1        | 2        | 順位 | ポイント |
| ------ | -------- | ---------------------------------- | -------------------- | -------- | -------- | ---- | -------- |
| 1993年 | イタリア | ニッサン・カストロール・レーシング | ニッサン・プリメーラ | MNZ 1 25 | MNZ 2 13 | 20位 | 8        |

- 太字はポールポジション、斜字はファステストラップ。(key)

### ル・マン24時間レース
| 年     | チーム                    | コ・ドライバー                        | 車両            | クラス | 周回数 | 総合 順位 | クラス 順位 |
| ------ | ------------------------- | ------------------------------------- | --------------- | ------ | ------ | --------- | ----------- |
| 1995年 | ホンダ・モーター Co. Ltd. | アルミン・ハーネ ベルトラン・ガショー | ホンダ・NSX GT1 | GT1    | 7      | DNF       | DNF         |

### ポルシェ・スーパーカップ
| 年     | チーム       | 車両              | 1     | 2   | 3   | 4   | 5   | 6   | 7   | 8   | 9   | 10  | 11  | 12  | DC  | ポイント |
| ------ | ------------ | ----------------- | ----- | --- | --- | --- | --- | --- | --- | --- | --- | --- | --- | --- | --- | -------- |
| 2003年 | ポルシェ・AG | ポルシェ・911 GT3 | ITA 7 | ESP | AUT | MON | GER | FRA | GBR | GER | HUN | ITA | USA | USA | NC† | 0†       |

- 太字はポールポジション、斜字はファステストラップ。(key)
- † : ゲストドライバーとしての出走であるため、ポイントは加算されない。